# Scophthalmus maeoticus
Scophthalmus maeoticus es una especie de pez de la familia Scophthalmidae en el orden de los Pleuronectiformes.

## Morfología
Pueden alcanzar los 45 cm de longitud total.

## Distribución geográfica
Se encuentra en las  costas del Mar Negro.